# Hydnora sinandevu
Hydnora sinandevu là một loài thực vật có hoa trong họ Hydnoraceae. Loài này được Beentje & Q.Luke mô tả khoa học đầu tiên năm 2002.